# Età dell'argento (Cranach)
L'età dell'argento (in tedesco: Das silberne Zeitalter; in francese: L'Âge d'argent), anche noto come Gli effetti della gelosia (in francese: Les Effets de la jalousie), è un dipinto realizzato dal pittore tedesco Lucas Cranach il Vecchio nel 1535. Acquistata nel 1900, l'opera è conservata al museo del Louvre di Parigi, in Francia.

## Descrizione
Questo dipinto a olio su tavola raffigura una battaglia nella quale cinque uomini nudi si affrontano a colpi di bastone accanto a quattro donne e dei bambini, anch'essi ignudi. Due degli uomini sono caduti per terra, storditi dai colpi dei loro avversari. Il tutto si svolge su un terreno sassoso dinnanzi una foresta. Sullo sfondo, a sinistra, dapprima si intravede un promontorio con un castello, poi una città che sorge lungo un fiume, nella quale è stata innalzata una cattedrale gotica con due guglie alte.
Secondo l'ipotesi più accreditata, l'opera illustra l'età dell'argento, così come la descrisse Esiodo nella sua opera letteraria Le opere e i giorni. Secondo il mito, l'umanità aveva conosciuto un'epoca di pace e di splendore nota come età dell'oro, che finì quando Zeus sconfisse suo padre Crono e divenne il re degli dèi: con il passaggio all'età dell'argento l'umanità divenne meno nobile e si abbrutì, a tal punto che gli uomini finivano per combattersi gli uni con gli altri, come avviene in questo dipinto. Quest'opera raffigura dunque la seconda età della storia umana, che sarà seguita da altre tre ere, sempre più lontane da quella originale (quella del bronzo, quella degli eroi e l'età del ferro).
Su questo tema artistico Lucas Cranach realizzò altri dipinti, dei quali uno è conservato al museo Puškin di Mosca e un altro alla National Gallery di Londra. Nel dipinto londinese anche una donna viene raffigurata mentre impugna un bastone, mentre nel quadro moscovita due donne guardano sorridenti un'altra che viene molestata da un satiro e da due uomini. Queste tavole illustrano come la gelosia abbia messo le persone le une contro le altre.